# フッド山
フッド山（フッドさん、Mount Hood）は、アメリカ合衆国オレゴン州のポートランド市から東南東80kmに位置にある成層火山。クラカマス郡とフッドリバー郡の郡境に位置し、同州の最高峰である。

## 概要
英国の海軍のサミュエル・フッド提督にちなんでウィリアム・ロバート・ブロートンが命名した。日本人や日系人の間ではオレゴン富士とも呼ばれる。
山体上部へのアクセスが非常に容易であるため、夏は登山客、冬はスキー客で込み合う。カスケード山脈の中では、最も人気の高いリゾート地域である。
山体は安山岩質溶岩と火山砕屑物から成り、火口の中央部には、200-300年前の噴火によって生じた幅300-400m、高さ170m程度の溶岩ドームが形成されている。

## 歴史
国有林としての歴史は古く、まず1892年にブルラン森林保護区（Bull Run Forest Reserve）として指定された。1908年にカスケード国有林（Cascade National Forest）の一部と合併しオレゴン国有林（Oregon National Forest）となった。1924年にマウント・フッド国有林（Mount Hood National Forest）と改名された。
1906年にはフッド山鉄道が開業し、2018年現在もフッド山を望む観光鉄道として営業している。
1952年の映画『怒りの河』（Bend of the River）は一部マウント・フッド国有林で撮影された。
1984年から1996年までフジテレビ系で放映されたテレビドラマ「オレゴンから愛」はセントラル・オレゴンを舞台としており、フッド山の映像がオープニングや作中で用いられた。
2010年にアメリカ・ザ・ビューティフル25セント硬貨に採用されている。

## スキー場
2009年現在、下記の6施設がある。中でもティンバーラインスキー場は年間を通してスキーを楽しめる北米唯一のスキー場である。
- ティンバーラインスキー場
- マウントフッドメドウススキー場
- スキーボウルスキー場
- クーパースパースキー場
- スノウバニースキー場
- サミットスキー場

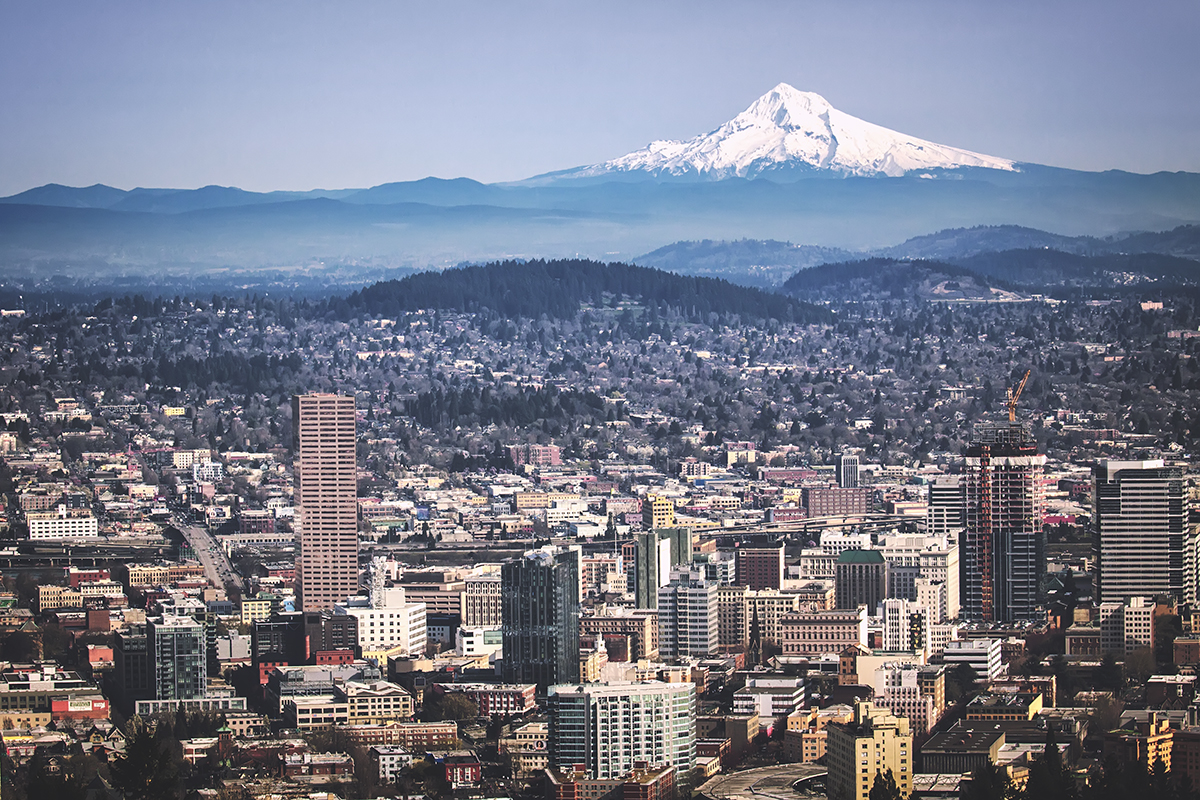
ポートランド市から
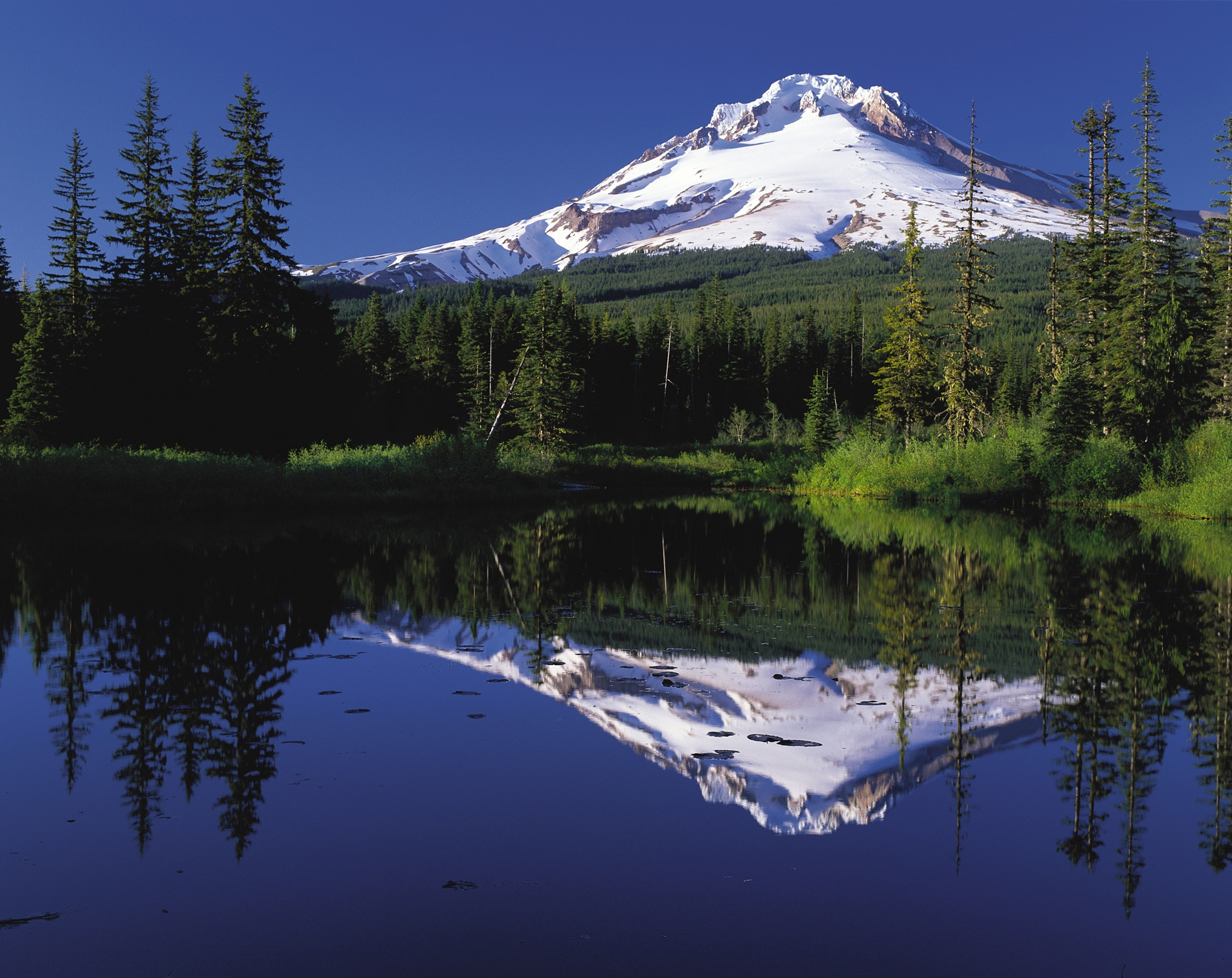
南西にあるミラー湖（英語版）から
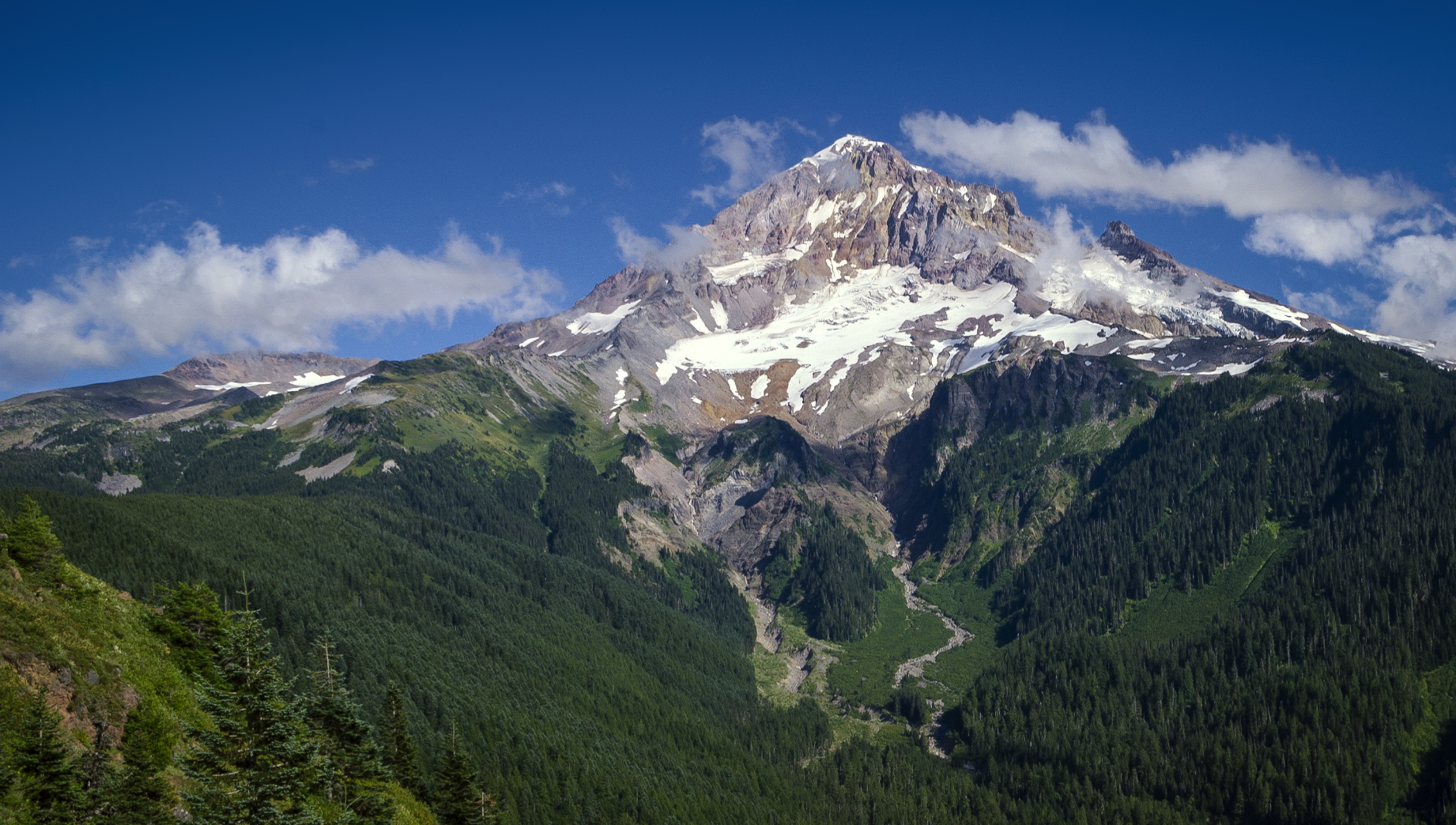
Oregon Skyline Trail から
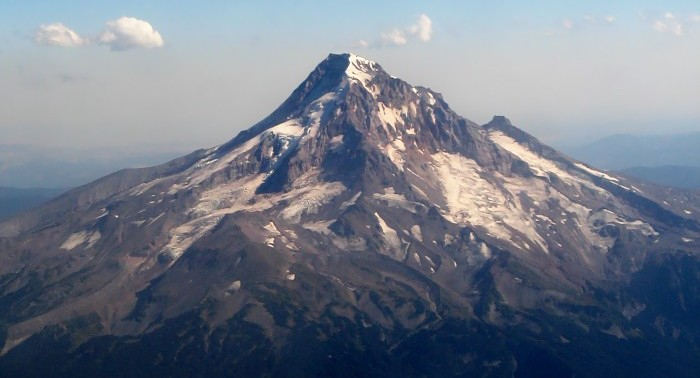
北から空撮
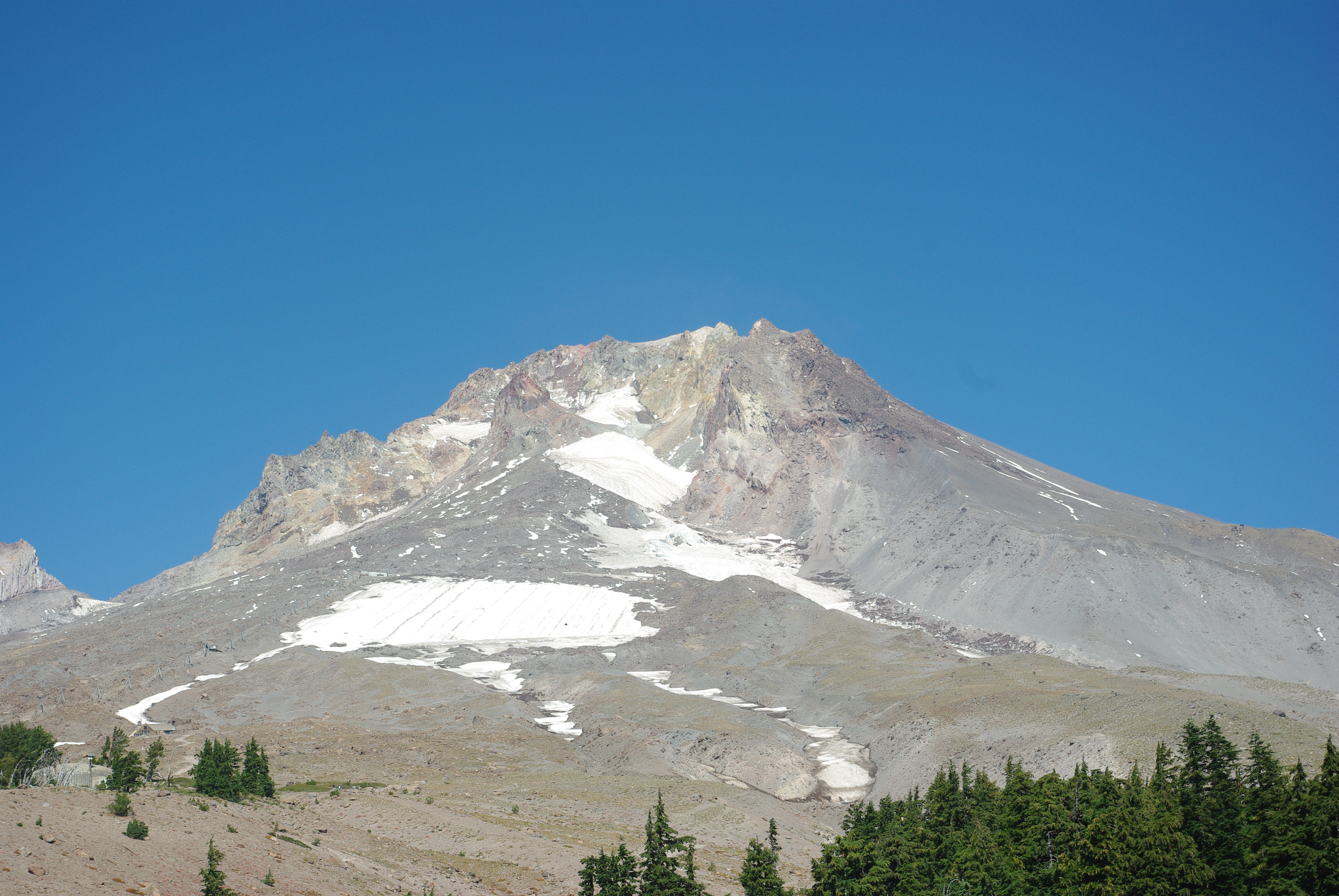
山頂部を北から
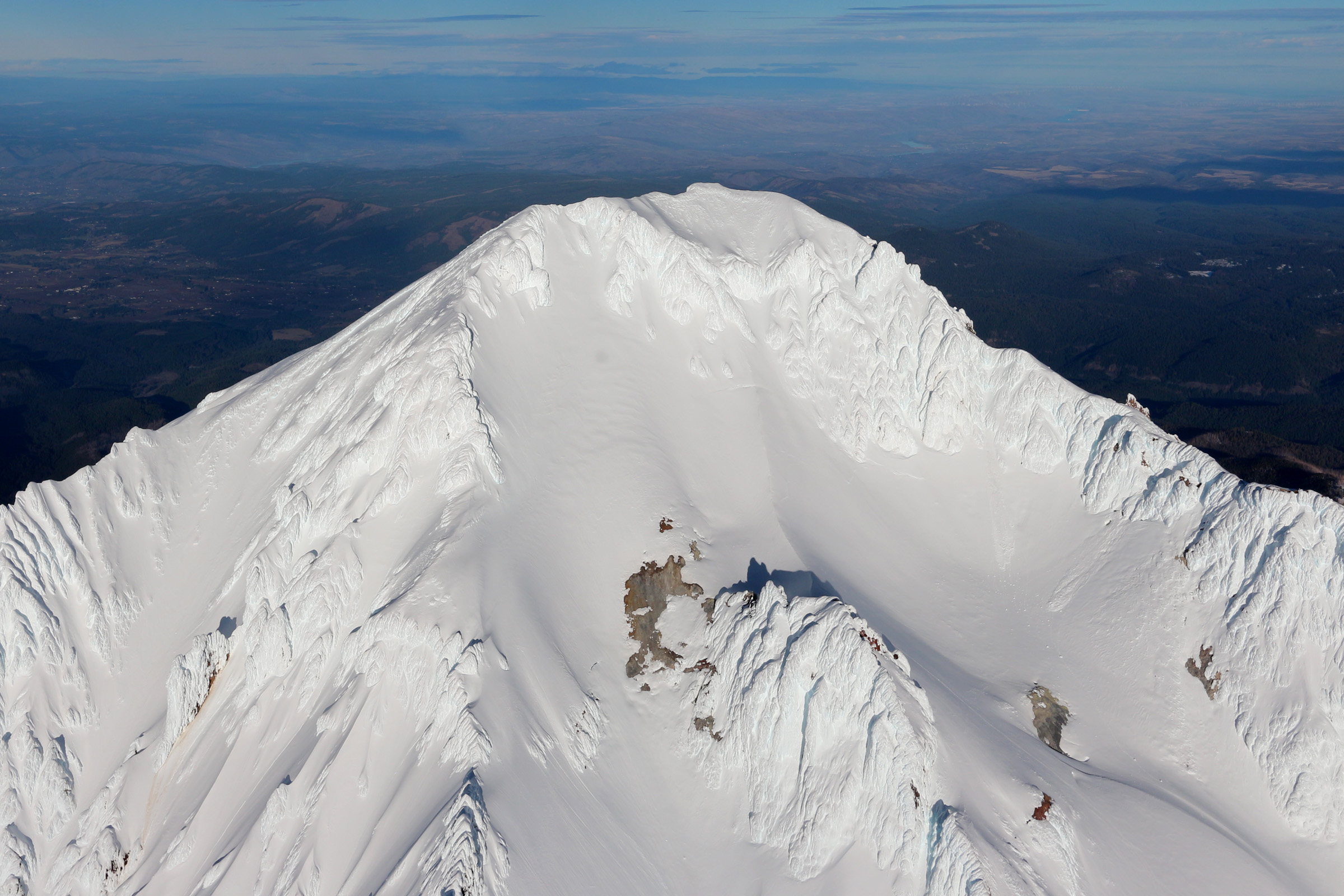
山頂部を上空から
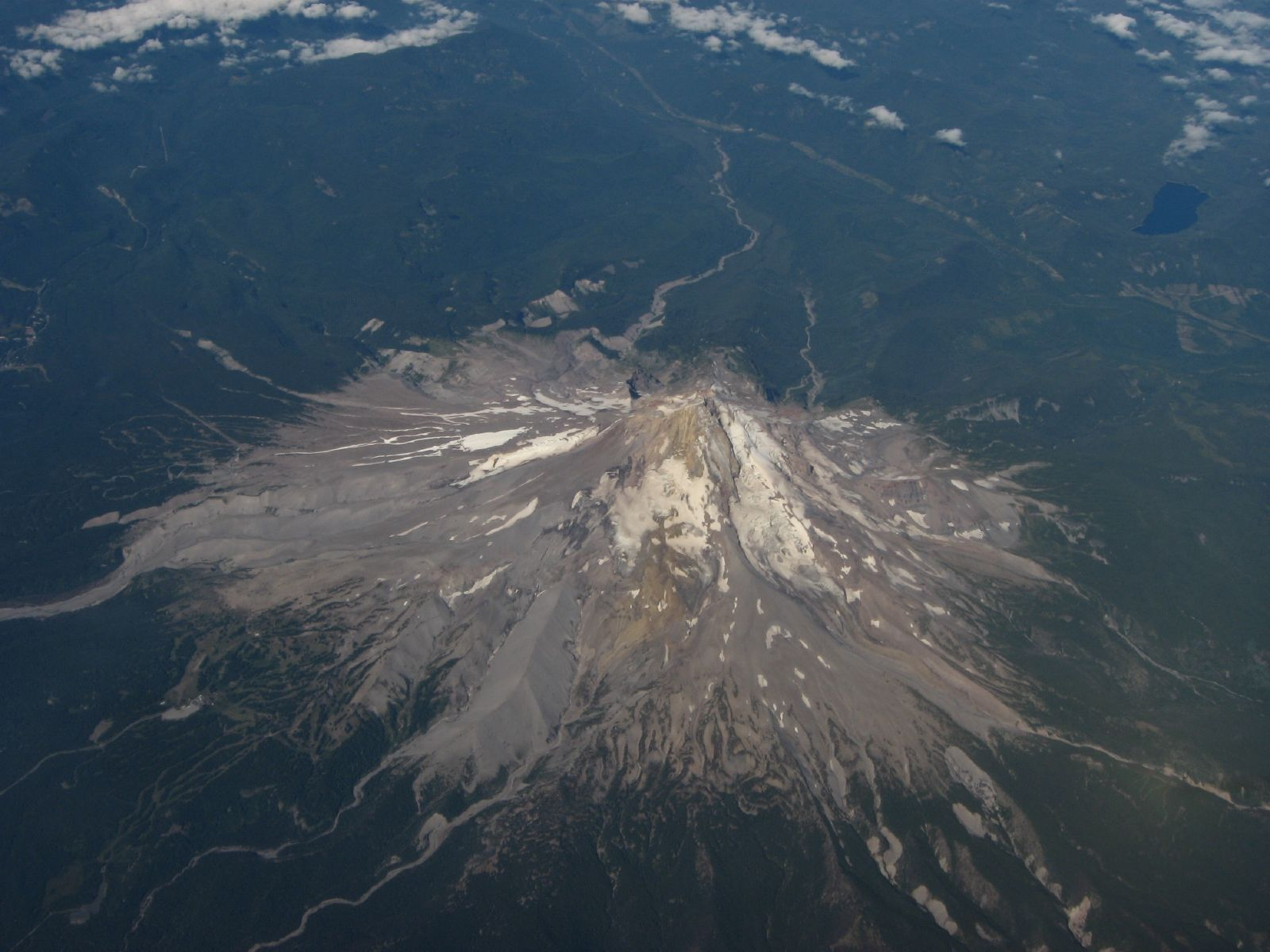
上空から
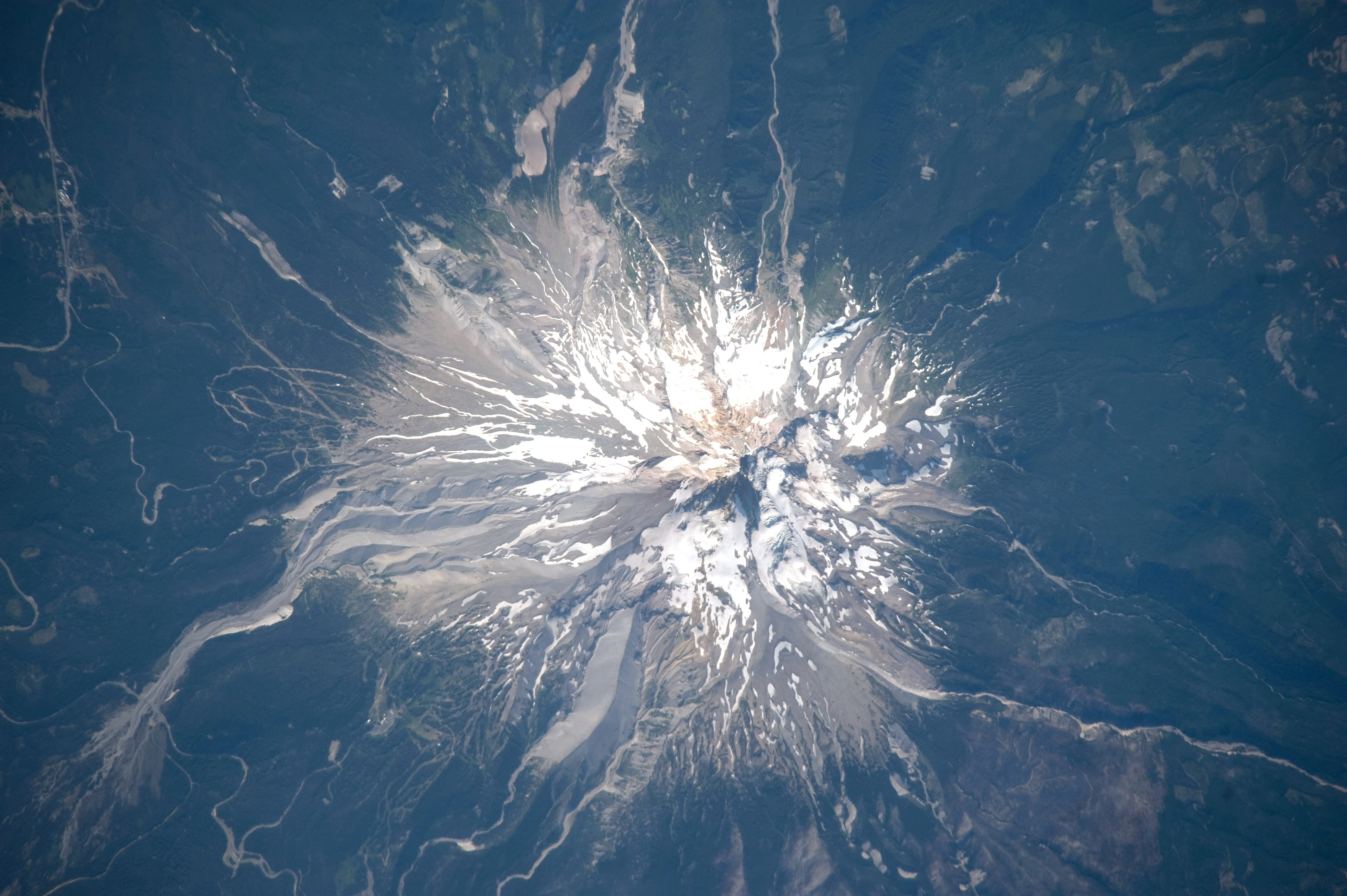
ISSから